# Cand.merc. (jur.)
Cand.merc.jur. (fork. for latin: candidatus/candidata mercaturæ et juris, engelsk titel: Master of Science in Business Administration and Commercial Laws) er en videregående uddannelse på kandidatniveau, der kombinerer erhvervsøkonomi og erhvervsjura. Uddannelsen, der varer 2 år, udbydes fire steder i Danmark: Copenhagen Business School, Syddansk Universitet, Aalborg Universitet samt ved Aarhus Universitet.
Erhvervsjura-uddannelsen integrerer discipliner fra det erhvervsøkonomiske og juridiske område, således at både økonomisk og juridisk metode inddrages i undervisningen. Cand.merc.jur.-uddannede får typisk beskæftigelse i det private erhvervsliv, hvor kombinationen af virksomhedsforståelse og juridisk metode er afgørende. Fordelingen af økonomi- og jurafag på uddannelsen er forskellig fra universitet til universitet, og en stor del af fagene på uddannelsen er valgfag. Cand.merc.jur.-uddannelsen er ikke adgangsgivende til advokatuddannelsen, ligesom stillinger som dommer, retsformand i Landsskatteretten og anklager er forbeholdt personer med uddannelsen cand.jur.
Med den akademiske titel, cand.merc.jur., er man specialiseret inden for erhvervslivets forhold, såvel på nationalt som internationalt plan. Selvom formålet som erhvervsjurist ikke er at opnå advokatbestalling, hvilket udelukkende er forbeholdt cand.jur.-uddannede, er erhvervsjurister på fremmarch i advokatbranchen. Cand.merc.jur.-uddannede kan i nogle virksomheder videreuddanne sig på samme måde, som cand.jur.-uddannede kan videreuddanne sig som advokater. Der findes dog ikke en officiel uddannelse med akkrediteret eksamen. Videreuddannelsen for erhvervsjurister, der ønsker en karriere i advokatbranchen, tager afsæt i advokatuddannelsen, hvor indholdet samt omfanget er tilpasset medarbejdere med cand.merc.jur.-baggrund.
Cand.merc.jur.-uddannede får job i enten private virksomheder, hvor arbejdsområderne kan spænde vidt mellem forskellige juridiske felter, eller i offentlige instanser.